# Bathypogon
Bathypogon is een vliegengeslacht uit de familie van de roofvliegen (Asilidae).

## Soorten
- B. aoris (Walker, 1849)
- B. asiliformis (Loew, 1851)
- B. bidentatus Hull, 1958
- B. boebius (Walker, 1849)
- B. brachypterus (Macquart, 1838)
- B. calabyi Hull, 1958
- B. cinereus Hull, 1959
- B. chionthrix Hull, 1958
- B. danielsi Lavigne, 2006
- B. douglasi Hull, 1958
- B. flavifemoratus Hull, 1958
- B. fulvus Hull, 1956
- B. griseus Hull, 1956
- B. hamaturus Hull, 1956
- B. ichthyurus Hull, 1958
- B. macrodonturus Hull, 1959
- B. maculipes Bigot, 1879
- B. magnus Hull, 1956
- B. microdonturus Hull, 1958
- B. mutilatus (Walker, 1855)

- B. nigrinus Ricardo, 1912
- B. nigrochaetus Hull, 1956
- B. nigrotibiatus Hull, 1958
- B. ochraceus Hull, 1959
- B. ophiurus Hull, 1958
- B. pedanus (Walker, 1849)
- B. posticus (Walker, 1855)
- B. robustus Hull, 1956
- B. rubellus Hull, 1956
- B. rubidapex Hull, 1956
- B. rufitarsus Hull, 1958
- B. testaceovittatus (Macquart, 1855)
- B. tristis White, 1914
- B. unicinatus Hull, 1956